# Naturvidenskabeligt grundforløb
Naturvidenskabeligt grundforløb er ét af tre grundforløb af hver ½ års varighed, der indleder undervisningen i 1.g i det almene gymnasium.
I et samarbejde mellem fagene biologi, fysik, kemi og naturgeografi gives en introduktion til naturvidenskabelig metode gennem teori og praktiske øvelser i laboratoriet. Eleverne præsenteres for elementer af naturvidenskabens verdensbillede og skal opnå viden om centrale naturvidenskabelige problemstillinger og deres samfundsmæssige, etiske og historiske perspektiver.
De to andre grundforløb er almen sprogforståelse og almen studieforberedelse.